# Ra Ra Riot
Ra Ra Riot es una banda estadounidense de indie rock formada por el vocalista Wes Miles, el bajista Mathieu Santos, el guitarrista Milo Bonacci, la violinista Rebecca Zeller y el baterista Kenny Bernard.

## Historia
Ra Ra Riot se formó en enero de 2006, tocando en casas y lugares alrededor del campus de la Universidad de Syracuse. Grabaron una demo en febrero de 2006. La banda comenzó a llamar la atención por sus enérgicos conciertos en vivo, lo que les permitió hacer su primera aparición en el CMJ Music Marathon, menos de seis meses después de su formación. Tras esta aparición, su show en vivo recibió la primera de varias críticas positivas de la revista Spin, que los calificó como "una de las mejores bandas jóvenes que hemos escuchado en mucho tiempo". Posteriormente, abrieron para Art Brut y Bow Wow Wow en Nueva York, realizaron dos giras por el Reino Unido por su cuenta, y luego regresaron, abriendo para los Editors; también realizaron una gira por Norteamérica apoyando a Tokyo Police Club. Su primera gira en solitario por los EE. UU. se completó en 2007, y a principios de 2008 emprendieron una segunda. La banda también fue invitada a tocar en el Festival Iceland Airwaves en Reykjavík, Islandia. Grabaron tres sesiones en la estación de radio online nacional WOXY y tres para las aclamadas sesiones Daytrotter en Futureappletree Studio 1 en Rock Island, Illinois.
En 2007, hicieron su primera aparición en South by Southwest y encabezaron un show en el Seaport Music Festival en Nueva York. La banda regresó para aparecer nuevamente en la Conferencia de Música South by Southwest en marzo de 2008.
El 2 de junio de 2007, a las 3 a.m., el baterista original de la banda, John Ryan Pike de Hamilton, Massachusetts, desapareció en circunstancias sospechosas en una fiesta en Wilbur's Point en Fairhaven, Massachusetts, después de un show en Providence, Rhode Island. Un grupo de búsqueda encontró su teléfono móvil en la playa en Buzzards Bay. Su cuerpo fue encontrado el 3 de junio de 2007 a las 4:10 p.m. en Buzzards Bay; se creyó que Pike se ahogó. No se sospechó de juego sucio. Ra Ra Riot emitió un comunicado pocas semanas después del funeral de Pike diciendo que continuarían como banda.
En julio de 2007, se lanzó un EP homónimo de seis canciones bajo el sello Rebel Group. En el invierno de 2007, la banda firmó con el sello mayor V2 Records. Para celebrar su nuevo contrato con el sello, Ra Ra Riot lanzó "Dying Is Fine" y "Each Year (RAC Mix)" en vinilo de 7 pulgadas como un single A/B. En diciembre de 2007, la banda anunció que había terminado de grabar las canciones para su primer álbum de estudio.
El 19 de mayo de 2008, la banda anunció que había firmado con Barsuk Records. Lanzaron su álbum debut, The Rhumb Line, el 19 de agosto de 2008 en América del Norte, y el 22 de septiembre de 2008 en Europa a través de V2/Cooperative Music. El video musical para "Can You Tell" ganó el premio al Mejor Video Musical en el Finger Lakes Film Festival el 7 de noviembre de 2009.
En la primavera de 2009, Barsuk lanzó el EP Can You Tell, que incluye remixes, demos tempranas y grabaciones en vivo. La banda lanzó su segundo álbum de estudio, The Orchard, el 24 de agosto de 2010. Fue producido por Ra Ra Riot y Andrew Maury. Nueve de las 10 canciones fueron mezcladas por Death Cab for Cutie's Chris Walla, mientras que una fue mezclada por Vampire Weekend's Rostam Batmanglij.
En enero de 2011, Ra Ra Riot fue nominada a los 10° Premios Anuales de Música Independiente en la categoría de Álbum Pop/Rock por The Orchard. También en 2011, su canción "Boy" fue incluida en un comercial de Honda Civic y utilizada en un episodio ("A History of Violins") del programa de televisión Royal Pains, así como en un episodio de Shameless. El 10 de febrero de 2012, la chelista Alexandra Lawn anunció que dejaba la banda.
El tercer álbum de estudio de la banda, Beta Love, fue lanzado el 22 de enero de 2013, coincidiendo con una transmisión en vivo mundial por Internet del concierto de la banda esa noche en el Music Hall of Williamsburg en Brooklyn, Nueva York. El álbum fue el primer largo desde la partida de Lawn y marcó un cambio en su estilo musical, alejándose del baroque pop hacia el synthpop. Se produjo un video para la canción "Dance With Me".
El 19 de febrero de 2016, Ra Ra Riot lanzó su cuarto álbum de estudio, Need Your Light. El álbum fue producido por Ryan Hadlock (Lumineers, Vance Joy) con producción adicional de Batmanglij, quien produjo y coescribió la canción principal, así como el popular sencillo "Water".
El 17 de mayo de 2019, la banda compartió una nueva canción, "Flowers", junto con el anuncio de su quinto álbum de estudio, Superbloom. El álbum, lanzado el 9 de agosto, vio a la banda colaborar nuevamente con Rostam.
El 20 de febrero de 2024, la banda anunció la gira RA RA RIOT: REDIVIVUS, en celebración del decimoquinto aniversario de The Rhumb Line, apoyando parcialmente a Vampire Weekend.
El 1 de mayo de 2024, Ra Ra Riot lanzó su primera canción nueva en cinco años, "The Wish", coescrita y producida por Rostam Batmanglij.

## Miembros

### Miembros actuales
- Wes Miles – voz principal, teclados, guitarra acústica ocasional (2006–presente)
- Mathieu Santos – bajo, coros (2006–presente)
- Milo Bonacci – guitarra, teclados (2006–presente)
- Rebecca Zeller – violín, coros (2006–presente)
- Kenny Bernard – batería, programación (2011–presente)
- Emily Brausa – chelo

### Miembros anteriores
- Shaw Flick – voz principal (2006)
- John Pike – batería (2006–2007; fallecido en 2007)
- Alexandra Lawn – chelo (2006–2012)
- Michael Ashley – batería (2007)
- Cameron Wisch – batería (2007–2009)
- Gabriel Duquette – batería (2009–2011)

## Discografía

### Álbumes de estudio
| The Rhumb Line                                                            | - Lanzado: 19 de agosto de 2008 - Sello: Barsuk                          | 109 | —  | 14 | —  |
| The Orchard                                                               | - Lanzado: 24 de agosto de 2010 - Sello: Barsuk                          | 36  | 6  | 7  | 12 |
| Beta Love                                                                 | - Lanzado: 22 de enero de 2013 - Sello: Barsuk                           | 69  | 16 | 11 | 23 |
| Need Your Light                                                           | - Lanzado: 19 de febrero de 2016 - Sello: Barsuk                         | —   | 20 | 15 | 29 |
| Superbloom                                                                | - Lanzado: 9 de agosto de 2019 - Sello: Rob the Rich Recordings/Caroline | —   | —  | 41 | —  |
| "—" denota álbum que no alcanzó posiciones en listas o que no fue lanzado |                                                                          |     |    |    |    |

### EPs
- Ra Ra Riot EP (2007, Rebel Group)
- Can You Tell EP (2009, Barsuk)

### Singles
| "Each Year"                                               | 2007 | —  | — | 29 | The Rhumb Line  |
| "Dying Is Fine"                                           | 2007 | —  | — | —  | The Rhumb Line  |
| "Ghost Under Rocks"                                       | 2008 | —  | — | —  | The Rhumb Line  |
| "Can You Tell"                                            | 2009 | —  | — | —  | The Rhumb Line  |
| "Boy"                                                     | 2010 | 34 | 85 | —  | The Orchard     |
| "Too Dramatic"                                            | 2011 | —  | — | —  | The Orchard     |
| "Beta Love"                                               | 2012 | —  | 45 | —  | Beta Love       |
| "Dance With Me"                                           | 2013 | —  | — | —  | Beta Love       |
| "Water"                                                   | 2015 | —  | —{{"Water" did not enter the Oricon Singles chart, but charted at 53 on the Billboard Japan Radio Songs.}} | —  | Need Your Light |
| "Absolutely"                                              | 2016 | —  | — | —  | Need Your Light |
| "This Time of Year"                                       | 2018 | —  | — | —  | Superbloom      |
| "Flowers"                                                 | 2019 | —  | — | —  | Superbloom      |
| "Bad to Worse"                                            | 2019 | —  | — | —  | Superbloom      |
| "War and Famine"                                          | 2019 | —  | — | —  | Superbloom      |
| "Belladonna"                                              | 2019 | —  | — | —  | Superbloom      |
| "The Wish"                                                | 2024 | —  | — | —  |                 |
| "—" denotes single that did not chart or was not released |      |    | |    |                 |